# Jewgienij Ziniczew
Jewgienij Ziniczew (ros. Евгений Николаевич Зиничев, ur. 18 sierpnia 1966 w Leningradzie, zm. 8 września 2021 w Norylsku) – rosyjski generał armii, minister Obrony Cywilnej, Sytuacji Nadzwyczajnych i Likwidacji Skutków Katastrof Naturalnych Federacji Rosyjskiej.

## Życiorys
Ukończył dwa wydziały (ekonomiczno-finansowy oraz kredytów) Petersburskiego Instytutu Biznesu i Prawa. W 2013 roku przeszedł przekwalifikowanie zawodowe w Wojskowej Akademii Sztabu Generalnego Sił Zbrojnych Federacji Rosyjskiej.
W latach 1984–1986. służył we Flocie Północnej (wyspa Nowa Ziemia).
W latach 1987–2015 pracował w organach bezpieczeństwa ZSRR / RF. W 2015 roku był zastępcą szefa Służby Antyterrorystycznej FSB Rosji.
Od czerwca 2015 do lipca 2016 pełnił funkcję szefa wydziału FSB Federacji Rosyjskiej obwodu królewieckiego, wiceprzewodniczącego regionalnej komisji antyterrorystycznej i wiceprzewodniczącego rady antykorupcyjnej gubernatora obwodu królewieckiego.
28 lipca 2016 roku dekretem Prezydenta Federacji Rosyjskiej Władimira Putina został mianowany p-o gubernatora obwodu królewieckiego. Zastąpił na tym stanowisku Nikołaja Cukanowa, który został przeniesiony na stanowisko pełnomocnika Prezydenta Federacji Rosyjskiej w Północno-Zachodnim Okręgu Federalnym. 
W październiku 2016 został zastępcą dyrektora Federalnej Służby Bezpieczeństwa Federacji Rosyjskiej Aleksandra Bortnikowa.
18 maja 2018 został ministrem Federacji Rosyjskiej ds. Obrony Cywilnej, Sytuacji Nadzwyczajnych i Likwidacji Skutków Katastrof Naturalnych w rządzie Dmitrija Miedwiediewa. Zastąpił Władimira Puchkowa w tym poście. 21 stycznia 2020 zachował stanowisko w nowym rządzie Michaiła Miszustina. W 2020 awansowany na stopień generała armii.
Został odznaczony Orderem „Za zasługi dla Ojczyzny” IV stopnia z mieczami, medalem Orderu Zasługi dla Ojczyzny II stopnia oraz Medalem Suworowa. Posiada również nagrody departamentalne Federalnej Służby Bezpieczeństwa.
Zginął w wyniku upadku z klifu podczas próby uratowania kamerzysty, który wpadł do wody podczas wywiadu telewizyjnego w okolicach Norylska. Był żonaty i miał syna.